# نيكيتا كيرسانوف
نيكيتا كيرسانوف هو لاعب كرة قدم روسي في مركز الوسط، ولد في 4 يناير 1995 في غوكوفو في روسيا. لعب مع توربيدو موسكو ونادي خيمكي.

## وصلات خارجية
- نيكيتا كيرسانوف على موقع قاعدة بيانات كرة القدم.إي يو (الإنجليزية)
- نيكيتا كيرسانوف على موقع Soccerway.com (الإنجليزية)